# Cristián Reynero
Cristián Eduardo Reynero Cerda (* 25. August 1979 in Chillán) ist ein ehemaliger chilenischer Fußballspieler auf der Position eines Abwehrspielers.

## Karriere

### Verein
Cristián Reynero kam 1999 aus der Jugend in die Profimannschaft von CD Huachipato. Ab 2003 war er Kapitän des Teams und lief noch bis Ende 2006 für den Klub aus Talcahuano auf. Im Januar 2007 wechselte er zu Deportes Antofagasta, wo er an der Seite von Pedro Reyes spielte, und nach der Apertura zu Audax Italiano. Bei Audax wurde er häufig als Mittelfeldspieler eingesetzt. 2011 kehrte er in seine Geburtsstadt zurück und schloss sich Ñublense an, für das er allerdings nur ein halbes Jahr spielte und dann bei Curicó Unido aus der Primera B unterschrieb. Allerdings konnte er dort keinen Platz in der Startelf finden und war er noch bei Deportes La Serena, bei San Marcos und blieb schließlich zwei Jahre beim AC Barnechea. Bei seiner letzten Karrierestation Deportes Puerto Montt absolvierte er kein Ligaspiel mehr und beendete kurz nach seinem Wechsel in den Süden des Landes seine Karriere.
Nach Ende seiner aktiven Karriere wurde Reynero Co-Trainer von Miguel Ramírez.

### Nationalmannschaft
Cristián Reynero nahm mit der U-23-Nationalmannschaft am olympischen Qualifikationsturnier 2000 in Brasilien teil. Chile qualifizierte sich für das Turnier in Sydney, jedoch wurde Reynero nicht im Kader berücksichtigt.